# 松井俊英
松井俊英（日语：／ Matsui Toshihide，1978年4月19日—），大阪市出身，日本男子网球运动员。他曾代表日本参加2006年和2010年亚洲运动会网球比赛，获得一枚银牌和一枚铜牌。